# نیلس هالبری
نیلس هالبری (سوئدی: Nils Hallberg) بازیگر سوئدی سینما بود. وی مابین سال‌های ۱۹۳۴ تا ۱۹۷۴ میلادی در ۹۰ فیلم بازی کرد.
از فیلم‌هایی که وی در آن‌ها نقش داشته‌است، می‌توان به مهمانی شرکت، دو زن، تابستانی پر از خوشبختی، بندر سر راه، عروسی و ملوانان اشاره نمود.